# Probreviceps rungwensis
Probreviceps rungwensis är en groddjursart som beskrevs av Arthur Loveridge 1932. Probreviceps rungwensis ingår i släktet Probreviceps och familjen Brevicipitidae. IUCN kategoriserar arten globalt som sårbar. Inga underarter finns listade i Catalogue of Life.